# Dziewierka plebsówka
Dziewierka plebsówka (Thereva plebeja) – gatunek muchówki z podrzędu krótkoczułkich i rodziny dziewierkowatych.
Gatunek ten opisany został w 1758 roku przez Karola Linneusza jako Musca plebeja.
Muchówka o ciele długości od 8 do 17 mm. Głowa jest u samca holoptyczna, szaro opylona i czarno owłosiona, zaś u samicy jest dychoptyczna, jasnoszaro opylona i biało owłosiona. Opylenie ciemienia u samicy jest czarne. Znamię czołowe samicy dochodzi do wzgórka przyoczkowego i ma wklęsłe boki górnego brzegu. Śródplecze samicy ma trzy cienkie prążki: brunatny środkowy i szare boczne. U samca na śródpleczu brak prążków. Boki tułowia są u samca płowożółto owłosione, a u samicy niebieskoszaro opylone. Chetotaksja tułowia obejmuje 4 szczecinki przedskrzydłowe, 2 nadskrzydłowe, 1 zaskrzydłową i 1 parę śródplecowych. Skrzydła są przezroczyste, a przezmianki czarne. Tylne uda zaopatrzone są w szczecinki nasadowe wewnętrzne. Odnóża samicy mają czarne uda i żółte golenie. Odwłok samicy ma na tylnych brzegach tergitów przepaski szaroniebieskie, a samca brunatne. Ostatni tergit samca ma na tylnej krawędzi zatokowate wcięcie.
Owad palearktyczny, w Europie znany z Wielkiej Brytanii, Norwegii, Szwecji, Danii, Hiszpanii, Francji, Belgii, Niemiec, Szwajcarii, Austrii, Włoch, Polski, Czech, Słowacji, Węgier, Rumunii i Rosji. Ponadto zasiedla Syberię, Bliski Wschód, Kaukaz, Afrykę Północną i Wyspy Kanaryjskie.